# Финал на Копа Судамерикана 2016
Финалът за Копа Судамерикана 2016 е мач с разменено гостуване, насрочен за да определи победителя в турнира Копа Судамерикана 2016, това е 15-ото издание на турнира Копа Судамерикана – втория по сила международен футболен клубен турнир в Южна Америка, организиран от КОНМЕБОЛ.
Финалът бе насрочен да се изиграе в два мача на разменено гостуване между колумбийския отбор Атлетико Насионал и бразилския Шапекоензе. Първия двубой трябваше да бъде домакинстван от Атлетико Насионал на Ещадио Атанасио Хирардот в Меделин на 30 ноември 2016, а реванша трябваше да се проведе на стадиона на Шапекоензе – Ещадио Коуто Перейра в Куритиба. Победителя придобива правото да участва в Копа Либертадорес 2017, както и да се изправи срещу победителя от Копа Либертадорес 2016 за Рекопа Судамерикана 2017, както и срещу победителя от Купата на Япония 2016 в турнира за Купата на Суруга Банк 2017.
Финалите са преустановени след катастрофата на Полет 2933 на авиокомпания ЛаМия, превозвал огромна част от отбора на Шапекоензе за първия двубой от финалите. КОНМЕБОЛ награждава отбора на Шапекоензе с трофея на 5 декември 2016, след официална молба от Атлетико Насионал.

## Отбори
| Отбор             | Предишно участие във финалите (удебелен шрифт показва шампионите в конкретната година) |
| ----------------- | -------------------------------------------------------------------------------------- |
| Атлетико Насионал | 2 (2002, 2014)                                                                         |
| Шапекоензе        | Няма                                                                                   |

Атлетико Насионал са действащи шампиони в Копа Либертадорес, печелейки титлата през 2016, докато това е първи финал за Шапекоензе.

### Пътят към финала
Бележка: В резултатите по-долу, головете от домакина са отбелязани първо.
| Атлетико Насионал                                                     | Атлетико Насионал | Атлетико Насионал | Eтап                | Шапекоензе                                                          | Шапекоензе        | Шапекоензе        |
| --------------------------------------------------------------------- | ----------------- | ----------------- | ------------------- | ------------------------------------------------------------------- | ----------------- | ----------------- |
| Съперник                                                              | Стадион           | Резултат          | Директни елиминации | Съперник                                                            | Стадион           | Резултат          |
| Депортиво Мунисипал (печели с 6–0 общ резулат)                        | Гост              | 0–5               | Първи кръг          | не взимат участие                                                   | не взимат участие | не взимат участие |
| Депортиво Мунисипал (печели с 6–0 общ резулат)                        | Домакин           | 1–0               | Първи кръг          | не взимат участие                                                   | не взимат участие | не взимат участие |
| Боливар (печели с 2–1 общ резулат)                                    | Гост              | 1–1               | Втори кръг          | Куяба (печели с 3–2 общ резулат)                                    | Гост              | 1–0               |
| Боливар (печели с 2–1 общ резулат)                                    | Домакин           | 1–0               | Втори кръг          | Куяба (печели с 3–2 общ резулат)                                    | Домакин           | 3–1               |
| Четвърти поставен                                                     | Четвърти поставен | Четвърти поставен | Финален етап        | Трети поставен                                                      | Трети поставен    | Трети поставен    |
| Сол де Америка (печели с 3–1 общ резулат)                             | Гост              | 1–1               | Осминафинали        | Индепендиенте (0–0 общ резулат, печели с дузпи)                     | Гост              | 0–0               |
| Сол де Америка (печели с 3–1 общ резулат)                             | Домакин           | 2–0               | Осминафинали        | Индепендиенте (0–0 общ резулат, печели с дузпи)                     | Домакин           | 0–0 (5–4 дуз.)    |
| Коритиба (печели с 4–2 общ резулат)                                   | Домакин           | 1–1               | Четвъртфинали       | Хуниор (печели с 3–1 общ резулат)                                   | Гост              | 1–0               |
| Коритиба (печели с 4–2 общ резулат)                                   | Гост              | 3–1               | Четвъртфинали       | Хуниор (печели с 3–1 общ резулат)                                   | Домакин           | 3–0               |
| Серо Портеньо (1–1 общ резулат, печели с повече голове на чужд терен) | Гост              | 1–1               | Полуфинали          | Сан Лоренцо (1–1 общ резулат, печели с повече голове на чужд терен) | Гост              | 1–1               |
| Серо Портеньо (1–1 общ резулат, печели с повече голове на чужд терен) | Домакин           | 0–0               | Полуфинали          | Сан Лоренцо (1–1 общ резулат, печели с повече голове на чужд терен) | Домакин           | 0–0               |

## Формат
Двубоят се играе във формат разменено гостуване, като по-високо поставения отбор домакинства първи. Ако общия резултат е равен, правилото за повече голове на чужд терен не се взима под внимание, играят се две продължения по 15 минути. Ако не се определи победител, двубоят бива решен, чрез дузпи.

## Катастрофа на полет 2933 на авиокомпания ЛаМия
На 29 ноември 2016, Полет 2933 на авиокомпания ЛаМия, който превозва отбора на Шапекоензе, се разбива при опит за кацане на Летище Хосе Мария Кордова. 22 души от пътниците са футболисти на тима. КОНМЕБОЛ прекратява всички събития водени под неговата егида.  След случилото се отборът на Атлетико Насионал иска титлата да бъде присъдена автоматично на отбора на Шапекоензе.